# Croisy-sur-Andelle
Croisy-sur-Andelle település Franciaországban, Seine-Maritime megyében. Lakosainak száma 517 fő (2022. január 1.). Croisy-sur-Andelle Le Tronquay, Vascœuil, Elbeuf-sur-Andelle, La Haye és Morville-le-Héron községekkel határos.

## Népesség
A település népességének változása:
| Lakosok száma | 552  | 566  | 569  | 554  | 544  | 534  | 527  | 524  | 517  |
|               | 2013 | 2015 | 2016 | 2017 | 2018 | 2019 | 2020 | 2021 | 2022 |